# Okręg Alençon
Okręg Alençon (fr. Arrondissement d’Alençon) – okręg w północnej Francji. Populacja wynosi 101 tysięcy.

## Podział administracyjny
W skład okręgu wchodzą następujące kantony:
- Alençon-1,
- Alençon-2,
- Alençon-3,
- Carrouges,
- Courtomer,
- Domfront,
- Juvigny-sous-Andaine,
- La Ferté-Macé,
- Mêle-sur-Sarthe,
- Passais,
- Sées.